# Hoden-determinierender Faktor
Der Hoden-determinierende Faktor, englisch Testis determining factor (TDF) ist ein Protein, welches von dem Gen Sex determining region of Y, kurz SRY-Gen, auf dem kurzen Arm des Y-Chromosom codiert wird. TDF bestimmt, ob sich aus der zunächst indifferenten Gonadenanlage ein Hoden zu entwickeln beginnt. Fehlt er, entsteht aus dieser ein Ovar. Seine Anwesenheit bzw. Funktionsfähigkeit ist – abgesehen von der Frage, ob eine Samenzelle mit einem Y-Chromosom oder eine solche mit einem X-Chromosom die Eizelle befruchtete – der primäre Auslöser für die Entwicklung zu einem männlichen Individuum.

## Funktion
Das humane SRY-Gen wird zuerst in der siebten Woche der Embryogenese transkribiert und codiert das TDF-Protein, das als Transkriptionsfaktor fungiert. Dieses Protein reguliert die Expression zahlreicher anderer Gene des Genoms und leitet die Geschlechtsdifferenzierung ein, in dem es z. B. bestimmte somatische Zellen dazu anregt, sich zu testosteronproduzierenden Leydig-Zellen zu entwickeln.
In der Abwesenheit des TDF-Proteins bilden sich die Müllerschen Gänge während der embryonalen Entwicklung aus. Es findet aber keine Entwicklung der Wolffschen Gänge statt. Wenn also das SRY-Gen (durch eine Mutation) funktionslos ist oder das TDF- bzw. Testosteron-Wahrnehmungssystem nicht funktioniert, entwickeln sich XY-Föten zu sterilen, eher weiblich aussehenden Menschen (sog. XY-Frauen).
Das DAX1-Gen auf dem X-Chromosom verhindert bei seiner Überexpression (diese erfolgt durch eine Duplizierung des DAX1-Gens) die Ausbildung der Hoden. Aus der Duplikation von DAX1 resultiert eine Geschlechtsumwandlung männlicher Individuen. Die Folge ist die Entstehung von weiblich aussehenden sterilen XY-Frauen. Dies ist ein Beispiel für Pseudohermaphroditen, bei denen das chromosomale (XY) und das phänotypische, somit das genitale Geschlecht nicht übereinstimmen.
Ein anderes Beispiel sind männliche Individuen, die aber kein Y-Chromosom haben. Bei diesen wurde die SRY-Region im Rahmen der Reifeteilungen während der Spermatogenese auf eines der X-Chromosomen oder eines der Autosomen transloziert. Dies führt dazu, dass die embryonale Entwicklung dem männlichen Pfad folgt. Dieser Fall scheint bei Männern in einer Häufigkeit von 1:20.000 zu bestehen, d. h., dass 5 von 100.000 Männern dementsprechend als XX-Männer bezeichnet werden können, und dass dies eine der Ursachen männlicher Infertilität ist, da sie nicht die Gene des Y-Chromosomes besitzen, die für die Bildung mobiler Spermien notwendig sind.

## Geschichte
1959 konnte  nachgewiesen werden, dass das Y-Chromosom Träger des Gens für den TDF bei Menschen und Mäusen ist. 1966 wurde anhand der Auswirkungen von Translokationen und Chromosomenverkürzungen (Deletionen) die Genlokalisation auf den kurzen Arm des Y-Chromosoms eingeengt.
Seit den späten 1980er Jahren weiß man, dass die Region 1 des kurzen Arms des Y-Chromosoms als die Sex determining region of Y (SRY) den Faktor codiert, inzwischen wird der genaue Locus für das inzwischen identifizierte Gen SRY mit Yp11.3 angegeben.